# All Day
«All Day» — песня американского рэпера Канье Уэста, вышедшая 2 марта 2015 года. Записана при участии американского певца Theophilus London, канадского рэпера и продюсера Allan Kingdom и Пола Маккартни. Авторами песни выступили Канье Уэст, Карим Харбуш, Пол Маккартни, Кендрик Ламар, Жак Уэбстер и другие музыканты.
Песня получила положительные отзывы и была номинирована на две премии «Грэмми-2016» в категории Лучшее рэп исполнение и Лучшая рэп-песня
.

## История
В живом исполнении песня была впервые представлена на церемонии BRIT Awards 2015 с участием многочисленной команды американских и британских рэперов, включая Boy Better Know, Novelist, Q-Tip, Krept & Konan, Stormzy, Allan Kingdom, Theophilus London и Vic Mensa
Канье Уэст также представил песню на Плей-офф НБА 2015 и на концерте Гластонбери.

## Музыкальное видео
Как только трек был выпущен в марте 2015 года, было объявлено, что Уэст выпустит музыкальное видео, где режиссёром будет Стив МакКуин. В июле это музыкальное видео было впервые показано онлайн.
Официальное музыкальное видео для этой песни вышло 22 февраля 2016 года, снято оно было под руководством режиссёра Стива МакКуина, как и планировалось сразу после выхода сингла.

## Чарты
| Чарт (2015)                                | Высшая позиция |
| ------------------------------------------ | -------------- |
| Австралия (ARIA)                           | 42             |
| Австрия (Ö3 Austria Top 40)                | 72             |
| Бельгия/Фландрия (Ultratip Bubbling Under) | 47             |
| Бельгия/Фландрия (Ultratop Urban)          | 9              |
| Бельгия/Валлония (Ultratip Bubbling Under) | 37             |
| Канада (Billboard Canadian Hot 100)        | 28             |
| Дания (Tracklisten)                        | 39             |
| Финляндия (Suomen virallinen lista)        | 23             |
| Франция (SNEP)                             | 28             |
| Германия (GfK)                             | 57             |
| Ирландия (IRMA)                            | 52             |
| Нидерланды (Single Top 100)                | 93             |
| Новая Зеландия (Recorded Music NZ)         | 38             |
| Шотландия (OCC Scotland)                   | 19             |
| Швейцария (Schweizer Hitparade)            | 64             |
| Великобритания (OCC UK Singles)            | 18             |
| Великобритания (OCC UK Hip Hop/R&B)        | 3              |
| США (Billboard Hot 100)                    | 15             |
| США (Billboard Hot R&B/Hip-Hop Songs)      | 6              |
| США (Billboard Rhythmic)                   | 10             |

| Чарт (2015)                    | Позиция |
| ------------------------------ | ------- |
| США, Hot Rap Songs (Billboard) | 34      |
| США, Rap Airplay (Billboard)   | 24      |

## Сертификации
| Регион | Сертификация | Продажи  |
| --- | ------------ | -------- |
| Великобритания (BPI) | Серебряный   | 200 000  |
| США (RIAA) | Золотой      | 500 000* |
| * Данные о продажах приведены только на основе сертификации. · ^ Данные о тиражах приведены только на основе сертификации. · Данные о продажах + прослушиваниях приведены только на основе сертификации. |              |          |